# 高校事変
『高校事変』（こうこうじへん、The High School Incident）は、KADOKAWAにより2019年5月24日から刊行開始された小説シリーズ。著者は松岡圭祐。
オオイシヒロトにより漫画化され、『ヤングエース』（同社）2020年2月号（同年1月4日発売）から2023年1月号（2022年12月2日発売）まで第一部を連載。
国内配給大手映画会社が映像化企画中と報じられる。

## 概要
平成の凶悪犯として知られた半グレ集団リーダーの次女、高校2年生の優莉結衣を主人公とした物語。
第I巻では内閣総理大臣が訪問視察中の公立高校を、武装勢力が急襲し占拠。だが人質の女子生徒の一人が優莉結衣で、幼少のころに父から教わった技能を駆使し、武装勢力に反撃していくという内容。舞台を実在しない神奈川県立武蔵小杉高校とし、物語の時期は刊行から5か月ほど後の2019年10月ごろ作中では令和の元号が登場している。II巻以降は武蔵小杉高校事変に秘められた謎が解明されていく展開になっている。
現実世界での甲子園出場校に配慮するため大会の設定を現実と変えるなど、配慮がみられる（『備考』の欄を参照）。
同著者の『万能鑑定士Q』『探偵の探偵』シリーズなどと同様、IX巻まで隔月刊のペースでの刊行がなされ、X巻から最終XII巻までは半年に1冊ペースで刊行
2023年3月、新章開始として『高校事変13』刊行。ローマ数字からアラビア数字となる。
「高校事変」は松岡圭祐事務所の登録商標である。

## あらすじ

### 高校事変
矢幡総理は教育問題に取り組む姿勢を有権者にアピールするため、都心からもアクセスの良い神奈川県の県立武蔵小杉高校を訪問する。同校にはベトナムから帰化した、バドミントンの有望選手、田代勇次が在籍していることで有名になっており、話題になる事も狙っていた。ただしその目論見は、正体不明のテロリストが学校を占拠し、無差別に生徒や教職員を殺害し始める事件が発生し、無残にも外れてしまう。
だが武蔵小杉高校には田代以外にもう一人、全国にその名を知られた女生徒がいた。2年C組の優莉結衣、17歳。彼女は平成最大のモンスターと恐れられた優莉匡太の次女であり、公安警察から常にその行動を監視されるほどの危険人物であった。
テロリストの銃口が、結衣を気にかけてくれたクラスメイト・濱林澪に向けられた時、その隠していた闘争本能が牙をむき、首相のSPである錦織を巻き込みながら、テロリストも予想だにしなかった反撃を開始する。

### 高校事変II
児童養護施設で暮らしながら葛飾東高校へ通う嘉島奈々未は、父親からの途絶えた生活費を賄うため、人に言えない仕事に手を染めていた。派遣元からタカダと名乗る客を相手にするよう命じられるが、ホテルに入室したあと連絡は途絶え、行方不明になってしまう。一緒に施設で暮らす奈々未の妹、理恵は心配になり警察に相談するが、まともに取り合ってもくれない。追いつめられた理恵は、同じ施設で暮らし、姉と同じ高校に通う謎めいた少女、優莉結衣に助けを求める。
理恵の悲痛な願いを聞き入れた結衣は、奈々未が出入りする店のポン引きを締めあげ、奈々未の客であるタカダの連絡先を吐かせる事に成功する。警察の情報力をしたたかに利用しながら、タカダと名乗る男、辻館槌狩の正体へと近づいてゆく。
しかしその一方では姉の身を案じるあまり不用意に単独行動を起こした理恵は、接触を図ったポン引きに騙され、牛頭組の傘下にある暴力団に売られてしまう。その暴力団は、輪姦、死姦を楽しむ富裕層を相手に、魚の餌に見立てた少女を提供する、悪趣味な“生け簀”というパーティを催していた。
理恵を助け、奈々未を見つけることができるのか
結衣の戦いが今始まる

### 高校事変III
神奈川県にある非行・引きこもりの少年少女を受け入れる矯正施設・塚越学園。理事長で精神科医・脳外科医の医師でもある角間良治が、優莉結衣に転入を勧めるために接触してきた。学園の見学を了承した結衣が用意された車に乗車すると、車は学園とは違う廃工場の中に停車し、外国語で会話する武装した謎の一団に襲われる。激しく抵抗する結衣であったが、投げ込まれた吸入睡眠薬の効果で、気を失ってしまう。
結衣が再び目を覚ました場所は、そこはケシ畑や不法投棄されたゴミの山が広がる、国連の監視の目さえ届かない不毛の地、チュオニアンという学校村落であった。
監視カメラや武装した警備員、生徒を虐め抜く教員など、生徒たちを取り巻く環境は劣悪で、強烈な違和感を感じた結衣は、チュオニアンに自分が送り込まれた理由と、この学校の存在理由、真の目的について探ってゆく。
暴力と厳しい規律でチュオニアンを現場で支配する元傭兵の檜蘇斗眞と、角間良治の真の目的とは一体何なのか。
その中で、結衣と彼女に同調する生徒達は、生き残るために銃を手に取り、命がけのサバイバルゲームに挑んでゆくことになる。

### 高校事変IV
優莉結衣のもとに、離れて暮らす弟、優莉健斗が死亡したとの知らせが届いた。死因はライフルによる自殺。健斗の性格をよく知る結衣は健斗が自殺するとは思えず、事件の裏にある真相を探り始めるが、それは結衣と別れて過ごした健斗の8年間という長い時間の、孤独と秘めた想いに向き合ってゆく事でもある。
一方で事件を重くみた公安警察は、テロリスト優莉匡太の子供らが接触を図り、かつての反グレ集団の再集結を企てているのではないかと、より警戒を強めてゆく。
弟の自殺と原因となる観光バスの横転事故、そのバスの運転手の殺害容疑、そこにあった事件の鍵を握るライフルの謎。浮かび上がってきたのは、亡き父親とかつて抗争を繰り広げた韓国系の半グレ集団“パグェ“である。パグェのアジトである清墨学園に正面から飛び込む結衣と、その後を追う公安警察の監視役、梅田と綾野。パグェと結衣たちとの避けられぬ闘いの火蓋は切られる。

### 高校事変V
濱林澪は、武蔵小杉高校における武装グループの襲撃事件（いわゆる高校事変）以降、ショックで学校に通えず苦しんでいた。両親が経営する美容室も、娘が優莉結衣の親しい友人であるとして、風評被害により経営が悪化し手放さざるをえない状況にある。濱林家は藁をもすがる思いで高校事変被害者救済基金の援助を受け、千葉県富津市に転居し、澪は学費免除の制度を受けられる与野木農業高校への転入することとなった。
澪は転入試験で梶沙津希と出会う。意気投合した彼女と過ごせるならば、農業高校での生活も悪くはないかな。と思い始めるが、実は沙津希は、優莉結衣の父・優莉匡太が起こした銀座デパート事件で両親を失った被害者で、澪と同様に心に深い傷を負っていた。
校内を案内される途中、突然沙津希がめまいを起こして倒れてしまう。彼女の身を案じた澪は診療所に付き添うが、診療所の医師や派出所の警官の態度から、学校を取り巻く環境に不気味さを憶えた澪は、“吹奏楽部の佐藤さん“と登録してある親友の結衣にむけてスマホから助けを求めるメッセージを送る。

### 高校自変VI
暴力団・権晟会は優莉結衣の父、優莉匡太もかつて取引をしていた銃器の密売元であった。しかし時代は流れ、そのシノギを沖縄に展開する民間軍事会社ラングフォード社に奪われて久しい。今はかつての顧客をラングフォード社に繋げる窓口業務と、貧しい家庭とその子女を食い物にする貧困ビジネスを主なシノギとして糊口を凌いでいた。
一方でラングフォード社の不穏な動きを察知した米軍の犯罪捜査局・クレア・アシュバートンはラングフォード社に査察に入る。当初クレアの行動を受け入れるような姿勢を見せたラングフォード社の重役ヘンリー・フィッツシモンズであったが、基地の中にある兵器試験場を調査中に、部下に命じてクレアの命を奪おうとする。銃を向けられ絶体絶命の危機に陥ったクレアだったが、窮地を救ったのは高校の制服を着た優莉結衣と名乗る少女だった。結衣は権晟会との繋がりから、田代槇人とその配下に銃器を売るラングフォード社に近づくため、米軍基地に潜入していた。
結衣とクレア、そしてなりゆきから結衣と行動を共にしていた権晟会の下っ端、金城庄市の三人は、異なる立場ながらも協力し、敵陣へと乗り込んでゆく。

### 高校事変VII
権晟会、ラングフォード社が壊滅し、田代ファミリーは銃器を安全に仕入れるルートを失った。事件がスキャンダラスに報じられ、田代槇人・勇次親子は世間から反社会的勢力との蜜月な関係を疑われ始め、田代ファミリーの首領・田代槇人は焦り、法の網をかいくぐり、海外から呼び寄せた大型ヘリコプターに銃器やテロ要員を乗せ、甲子園球場に着陸させるという強硬策に打って出る。
警察官を買収し雇い入れ、甲子園球場から警備権を奪って封鎖、コロナ対策の救援物資として大量のマスクに偽装した物資と人員をトラックに積み変えて搬出する手筈だったが、優莉結衣がその計画を嗅ぎつけ、田代家長男・田代勇太、田代ファミリーとの総力戦へと向かっていく。

### 高校事変VIII
田代ファミリーに疑惑の目が向けられ、世間の風向きが変わるなか、かつて学んだ栃木県・泉が丘高校に再編入となった結衣に、田代槇人が殺人指令を下す。
懸賞金は6億3500万円。辱めて殺した場合は、その手口の残忍さ、猟奇さの度合いによって倍額の12億7000円まで加算すると伝えられ、一攫千金、金に目がくらんだ田代ファミリーの配下が一斉に動きを活発化させる。
一方、インターネットで原爆の材料となりえるイエローケーキを入札し、警察にマークされた米谷智幸という少年がその身柄を拘束されていた。結衣と同じ、泉が丘高校の3年生であった。入札したイエローケーキは純度が低く、危険物になるとは考えられなかったため、化学の教師伊賀原を含む学校と警察との話し合いの結果、事件は表沙汰にはなることなく、彼が学校の備品で組み立てたとされる精巧な広島型原子爆弾の部品は、本来の実験用器具の材料・備品として、学校の伊賀原の元に返却されてしまう。
行方不明になった米谷と伊賀原の行動を不審に感じた教師・普久山(VI巻では警察の事情聴取に応じるため、生徒、保護者らと共に甲子園に呼び出され、事件に巻き込まれている)との会話の中から、結衣は田代家の長男・勇太が甲子園で命をかけて死守した密輸品の一つが、プルトニウムであり、それを受け取ったのが伊賀原である事実にたどり着く。
結衣は賞金稼ぎの刺客をかわしながら、完成した原爆と、米谷、そして生存がほのめかされた妹・詠美の行方を追う。

### 高校事変IX
元・武蔵小杉高校の英語教師、三井和美(旧姓・敷島)は、高校事変後に体調を崩し、新たに赴任した学校にも通えずにいた。それでもまた以前のように教壇に立つ事を心の支えに、悪夢のような記憶と闘っている。
そんな彼女の前に、フェリーでの事件後、行方をくらましていた田代勇次が姿を現す。家族、富と名声、バドミントン選手としての輝かしい未来の全てを失った勇次は、冷酷な復讐の殺人鬼と化し、和美と優莉結衣を殺すために動き出したのだ。勇次は田代ファミリー再興の望みを賭け、生前に田代槇人が自宅に隠したとされるMENPAS（メンパス）と呼ばれる謎のデータを探すため、リスク承知でかつての戦場、すべての始まりの地・武蔵小杉高校の跡地で結衣と勇次によるメンパスをめぐる攻防戦が繰り広げられる。

### 高校事変X
ホンジュラスへ国際交流の一環として訪問していた東京の名門校・慧修学院高校の生徒、教職員がシビック配下の武装集団・ゼッティウムに捕らえらた。
生徒らの身柄を開放する条件として、シビックを興した諏訪野猛は、前首相・矢幡との間で交わした「国家の安全保証に関する裏取引」の存在を仄めかし、
日本政府に対し、未払いとなっている代金の催促を行う。その金額は2000億円。
そんな最中にシビックを興した諏訪野猛の正体が、優莉匡太逮捕後に行方不明になっていた優莉家の長男・優莉架禱斗であることが明らかとなる。
裏取引の存在を知らされぬまま、新首相となった宮村は、苦渋の決断として、架禱斗を良く知る結衣に、関わったすべての事件の罪を不問にする条件と引き換えに、陸上自衛隊・特殊作戦群主導の人質救出作戦に参加させる。
優莉匡太が描いた夢の実現を目指す架禱斗。凛香、篤志と接触し、半グレ同盟の再興に暗躍する市村凛。そして姉・智佐子の存在。引き離されていた兄弟は更なる闘いの渦の中に巻き込まれてゆく。

### 高校事変XI
ホンジュラスから日本へ帰国した優莉架禱斗は、宮村首相に、緊急事態庁を発足させる。警察組織さえ手出しが出来ぬその組織に、公安は警戒を強めるが、架禱斗の操り人形と化した宮村は、そこに架祷斗の息のかかった人間が送り込まれることを黙認する。
その見返りとして架禱斗は内外政の諸問題を鮮やかに解決してみせ、宮村は政権の支持率を回復してゆくが、その影で架禱斗の配下の半グレ組織が秘かに勢力を拡大してゆく。
今は亡き優莉家の三男・優莉健斗が通った葉瀬中学校に、武装した少女が現れ、補習授業に参加していた、バス事件の生き残りである生徒らを殺害する事件が起こる。以前、結衣と会話をした事がある生徒・枝沢美佳は、武装した少女が、結衣ではなく智沙子である事を見抜き、難を逃れるが、智沙子を差し向けた架禱斗は、卑劣な方法で健斗を孤立させ、死に追いやった同級生や学校の姿勢を決して許す事は無かった。
一方で、市村凛は自分にかつて大怪我を負わせた、「探偵の探偵」沙崎玲奈に復讐するため、娘の凛香に命じて、その行方を探させる。
結衣不在の日本で、架禱斗がその凶暴な素顔をあらわにしてゆき、最終決戦の幕が上がろうとしている。

### 高校事変XⅡ
圧倒的な武力と交渉術で、在日米軍を黙らせ日本の実効支配を強めてゆく優莉架禱斗。盟友とも言うべきゲリラや反政府組織のリーダーらも続々と入国し、日本はテロリストの一大拠点へと変貌しつつあった。国の全てを手に入れ、政治も意のままに操れる。しかしそんな状況の中でも、架禱斗には一つ気がかりがあった。姿をくらませたままの結衣ら兄弟の行方だった。
結衣と関わり合いを持った生徒らが中心となり、SNSを通じて連絡を取り合い、集会を開く計画がある事を察知した架禱斗は、スパイを巧みに利用しながら彼等を誘導し、餌として罠を仕掛け、結衣ら兄弟をおびき寄せようとする。
一方で逃亡中の結衣は、抱かれた記憶も無い亡き母が残した遺産を受取るため、富津市の東京湾観音へ向かった。
架禱斗と結衣の最終戦。その戦場に選ばれたのは、かつて矢幡元総理夫妻の関与が取り沙汰され、疑惑の中心として世間を賑わせ、開校されないまま放置された茅ヶ崎の森本学園。罠が仕掛けられている事を承知で、その中に飛び込んでゆく結衣ら兄弟。何の因果か？運命のいたずらか？そしてその最終ラウンド試合のゴングは高らかに鳴らされた。「結衣だけど。森本学園で待ってる」と。

### 高校事変13
優莉凜香は無事に中学を卒業。進学先として選んだ高校は、東京の日暮里高校。公立にしては制服が可愛らしい。ただそれだけのはずだった。
しかしその日暮里高校には、ホンジュラスでの人質救出作戦で、姉の優莉結衣によって救われた慧修学院高校の元生徒・雲英亜樹凪が三年生として在籍し、 その救出作戦で大勢の仲間を失った陸上自衛隊・特殊作戦群の元隊員・蓮實が教員として着任していた。 だがなによりも大問題なのは、成人するまでは会えないはずの妹・杠葉瑠那が同級生となってしまったこと。 しかも、自分に執拗に張り付く警察官は、かつて母・市村凛に殺害を命じられ、凜香自身が家族もろとも始末する予定だった坂東である。
優莉架禱斗の野望が潰え、かつての平穏を取り戻したかのように思える日本。しかしその一方では、女子高生の失踪・死体遺棄事件が多発していた。 その手口は残虐で、かつて悪名をとどろかせた優莉匡太の半グレ同盟の手口と似ているため、警察もその残党の仕業と捉えているが、 犯人が残虐行為を女子高生だけに行う意図がわからずにいる。
そんな中、亜樹凪と瑠那が誘拐されたことにより、凜香も失踪・死体遺棄事件に隠された陰謀の渦の中へ巻き込まれてゆく。 可愛らしい制服に身を包み、退屈で眩しくもある高校生活。そんな日常を過ごすことを、凜香が許される日は来るのか？！　高校事変、衝撃の新章がスタートする。

### 優莉凜香 高校事変 劃篇（かくへん）
コロナ禍の中、クラスターで祖父、両親、親戚を一度に失い、日本円にして11兆円という巨額な遺産を受け継いだ幼い留学生、キム・ハヌル。
彼を誘拐した北海道の武装勢力であるヤヅリは、その財産を、資金的に窮地に追い込まれた田代槇人に献上することで、ファミリー内での存在感を増そうと画策するが、ハヌルは財産の引き出し方については一切の口を噤み、黙秘を貫いていた。
千葉県佐倉市の児童養護施設”あしたの家”に転居後、矯正プログラムとして春休み期間中に帯広の矯正施設、帯広練成校に通う事になっていた凛香に、パグェのメンバーで、かつて姉の優莉結衣とやり合ったパク・ヨンジュが接触を図ってくる。目的は、「北海道の武装勢力であるヤヅリに誘拐され、帯広練成校に拘束された韓国からの留学生であるハヌルを見つけてくること」　提示された成功報酬は、ハヌルに受け継がれた遺産の10パーセント。
金さえ手に入れば、ヤヅリもパグェもハヌルの命なんて興味は無い。頼れる者など、どこにもいない孤独な少年と、誰からも愛を注がれることなく育った凛香が出会った時、凛香の凍てついた心に、いまだつて感じたことが無い、不思議な感情が芽生えてゆく。
春がまだ来ない雪深い北海道を舞台に、「高校事変VII」の裏で起きていた、知られざる事件を描いた「高校事変」シリーズ初のスピンオフ作品。

### 優莉結衣 高校事変 劃篇（かくへん）
慧修学院高校の生徒に紛れ込みホンジュラスから日本への入国を試みるものの、戦闘に巻き込まれ目的を果たせず、港で亡くなった山本寿美怜を名乗る北朝鮮の工作員、チェ・ユンスル。彼女の偽造された生徒手帳を手に入れた優莉結衣は、チェになり済まし、ホンジュラスから北朝鮮への入国に成功する。
彼女が送り込まれた先は、国外でスパイ活動を行うための人材を育成するエリート養成所・黄州選民学校特務課。弥勒院結衣という新しい偽名を手に入れた結衣は、日本語教育や、模擬戦闘などの分野で目覚ましい活躍を見せてゆく。
ソヌ少将から、特務課から選抜した生徒をK-POPのガールズ・グループのメンバーとし入国させ、彼女らに優莉架禱斗を暗殺させるという、無謀な作戦を知らされた結衣は、自分の正体がチェ・ユンスルではないことを知る特務課の顧問テ・ギョンチョル上士に、無駄な犠牲を出さないために、自分の気持ちを正直に伝えた。
「自分を日本に送ってくれさえすれば、架禱斗を殺してみせる」と。
本編では詳しく語られる事が無かった北朝鮮での「高校事変」を描いたスピンオフ第二弾。

## I巻からXII巻までの登場人物
著者の松岡が「極悪人の名が出来るだけ読者と一致しないようにしたい」と、登場人物の多くに、本来なら姓名に用いられない旧字体の難読漢字を当てている。松岡は、啻山理緒子の姓にも難読漢字を当てているが、啻山には“相手が自分の姓を読めるかどうかで、進学先の大学のランクを決めつけるクセがある人物”として個性が付加されている。これは著者の松岡が自分の“難読漢字をあえて選ぶ方針”を物語の中でネタとしたためである。

### 優莉家
優莉 結衣（ゆうり ゆい）
父の優莉匡太が逮捕された後は児童養護施設で暮らす。凶悪な半グレ集団のリーダーの娘ゆえ、下校後に単独で外出する自由はなく、公安警察からマークされている。いらぬトラブルに巻き込まれぬよう、常に高校の制服を着用し、化粧気のない素顔で過ごしているが、本来は小顔で黒髪ロングのストレート、つぶらな瞳の持ち主で、美少女である。一見華奢にみえる体型も、制服の下に無駄なく鍛え抜かれた抜群のプロポーションを隠している。左利き。
父親たち大人のテロ計画を間近で見ており、しかも一部手伝った事がある経験から、格闘技、銃器の扱いや薬品の知識、情報収集や分析、戦術などの計画立案にまで、幅広く戦闘に関する高い専門知識を有する。また英語と中国語が得意で、それらを情報収集に役立てる事もある。高い知能指数を有する一方で、透明マニキュアのトップコートとベースコートの区別ができていなかったり、得意とする楽器のサックスを金管楽器と勘違いをしていたり、年相応のうっかりした一面ものぞかせる。
善意の持ち主か否か曖昧なまま物語が進む。
優莉 匡太（ゆうり きょうた）
優莉結衣の父親。7つの半グレ集団のトップにして、平成を震撼させたテロリスト。暴走族およびその傘下にいたチーマーやイベントサークルのメンバーから組織を作り、震災の被災地を標的とした略奪や振り込め詐欺、それら犯罪を元手としたクラブ経営、ドラッグの売買で財を成す。関係を持った女性らとの間に結衣など複数の子供がいる。暴力団や警察とも非常に好戦的な姿勢を見せ、3Dプリンターで製造した拳銃や化学兵器で手下に命じて襲撃させた上、弁護士や公証人役場事務長をも殺害。警察の捜査を誤魔化すために銀座のデパート内にてサリンを散布させ、死者18名、負傷者7000人もの犠牲者を出した末に逮捕。死刑判決が下り、平成最後である7年後に執行される。享年49。
優莉 凜香（ゆうり りんか）
結衣の3歳年下、匡太の子供の中では四女にあたる。金髪に染めたショートボブ。結衣と同様に格闘術を身につけている。年相応に精神的に幼く思慮に欠ける部分があり、大人を挑発する悪い癖がある。結衣には「痛い目を見ないと学習しないタイプ」と評される。
結衣に対して複雑な感情を有しており、敵か味方か判別が出来ない。
優莉 健斗（ゆうり けんと）
結衣の3歳年下、匡太の子供の中では三男にあたる。犯罪よりオカリナ作りが好きだった。
優莉 篤志（ゆうり あつし）〈21〉
匡太の子供の中では次男にあたる。身長は約百九十センチと高く、肥満体型ではあるが、そのぜい肉の下にはしっかりと鍛えた筋肉を備えている。腫れぼったい瞼や話し方に、父親の面影が残る。事件後は澤岻篤志（たくし・あつし）と名を変え、田代ファミリー側に与している。
優莉 架禱斗（ゆうり かいと）〈24〉
複数の国で指名手配中。匡太の子供の中では長男にあたる。前髪が長く中性的な美形。訓練の中において結衣が「努力家」とされる中「天才肌」と称され、父の逮捕後は諏訪野猛という名義で日本を出国しISに参加。その後18歳で起業したシビックを通して田代ファミリーや複数の犯罪組織を裏で牛耳っていた。
優莉 智佐子 （ゆうり ちさこ）
結衣の双子の姉。顔は結衣にうり二つ。失語症を患っている。父の匡太が逮捕された際のガサ入れで、行方不明になる。
市村 凛（いちむら りん）
優莉匡太の愛人の一人で、優莉凜香の母親。匡太の逮捕後は、実の娘の凜香ではなく結衣を引き取り、一緒に暮らしていた。匡太と出会う前から殺人や詐欺などを繰り返す毒婦で、その後の結衣の人格形成に大きな影響を与える。凜香は、母親が自分ではなく結衣との生活を選んだ事に深く傷つき、結衣を激しく憎むようになる。
その他、犯罪を学べず虐待により死亡した三女の詠美（えいみ）、凛香に「意地悪な女」と評された五女の弘子（ひろこ）が登場する。

### 田代家
田代 勇次（たしろ ゆうじ）
ベトナム籍当時の名はグエン・ヴァン・チェット。両親とともに日本に帰化した。武蔵小杉高校に受け入れられてからはバドミントンで才能を発揮、全国大会優勝を成し遂げ、東京オリンピック出場が確実視されるなど、一躍時の人となる。
爽やかな印象で幅色い世代の女性から人気を集めるが、その素顔の下には、父親の槇人から戦闘訓練を受け、銃、ナイフなどの扱いの他に、母国ベトナムの総合武術ボビナムを習得するなど、高い戦闘能力を備えている。
「高校事変」発生時に、いち早く校外へ脱出する。本来ならばマスコミの取材陣の前で、同級生を含め校友や恩師を一度に無くした悲劇のヒーローを演じる予定だったが、結衣の活躍により、テロは完遂されることなく制圧され、そのシナリオは大幅に修正を余儀なくされる。それによって彼のその後の人生は、最初に思い描いた予想とは全く異なる結末をたどる事となる。
I巻には、早くも国民栄誉賞の呼び声が上がるなど、勇次に人気があることを示す事実が示されていたが、後にそれは試合の勝敗も含め、父親の槇人が裏から手を回した工作の結果に過ぎず、勇次本人を深く傷つけるとともに、一枚岩であった田代家の家族関係を壊す一因ともなった。
田代 槇人（たしろ まきと）
田代勇次の父親。ベトナム籍当時の名はグエン・ヴァン・ミン。日本に帰化したベトナム人であり、幼少期にベトナム戦争時の米軍の空襲を経験した。その正体はベトナムマフィアの首領であり、シビックという海外資金調達網との橋渡し役であった。パグェや優莉匡太の半グレ同盟の残党を取りまとめている。
父親でありながら反社会的な組織のリーダーという点では優莉匡太と似ているが、匡太と違い、根底には家族愛が存在する。
田代 美代子（たしろ みよこ）
田代勇次の母親。同じくベトナム人。品と教養のあるマダム然とした振る舞いで、結衣に近づく。
田代 勇太（たしろ ゆうた）
田代勇次の兄。本名はグエン・ヴァン・ハン。チュオニアンを警備していたベトナム人兵士であり、III巻での逃走後は父親である槇人の元に合流する。

### パグェ構成員
パク・ヨンジュ
通り名は佐堂美紀（さどう・みき）。清墨学園2年生でパグェのスプキョク隊員。オッパ班所属で、他の隊員達とは違い粗野さや薬物中毒の症状は見られない。IV巻に登場。
カン・グァンス
韓国系半グレ集団パグェの最高幹部。40代、髪型はオールバック、死んだような目、分厚い唇が特徴。常にゆっくり喋る気取り屋でピアノも弾く。パグェには最高幹部の上に「指導者」がいる事を示唆する。IV巻に登場。
ソン・インググ、イム・イングク
どちらもパグェのスプキョク隊員。韓国人親子なのに、なぜ苗字でなく名前の方が共通しているのか、VIII巻で明かされる（真相はパグェの仕来り）。VI巻時点では機内がパニックだった事もあり誰も気に留めなかったが、重要な伏線として結衣の妹捜しに繋がる。VI巻に登場。
ジニ
VIII巻時点でのパグェのスプキョク隊リーダー。剃りこみをしたオールバックの男。

### その他敵対する人物
ジン
武蔵小杉高校における高校事変襲撃グループのリーダー。自衛隊崩れ。部下には同じく元自衛官であったタイチ、ケンキらがいる。襲撃に先立って、チュオニアンで訓練を受けていた事が後に判明する。
柚木 若菜（ゆき わかな）〈62〉
女性閣僚で国務大臣。無任所大臣となっている。物語中では内閣の国務大臣中の優先順位で最上位にあることが示されている。民間登用ののち、さまざまな政党を転々とし、与党に移った後、閣僚に抜擢された。普段はショートカットをきちんと整えているが、複数の人間が彼女の厚化粧を意識している。有能だが男性閣僚からは差別されがちで及び腰。
矢幡総理が安倍現総理に基づくのと同様、経緯や外見は小池百合子現東京都知事を連想させるが、作中の役職自体が大きく異なる。矢幡総理から二人きりでいた時に有事の対処法を告げられ、困惑する立場に追い込まれる。I巻に登場するが、終盤にてその裏の顔が顕となる。
なお登場時に『第一順位指定大臣だが、無任所大臣なのをからかう閣僚が多い。どの省庁も所管しない大臣を、新聞記事では大臣本来の意味である国務大臣と表記したりするが、それがいつしか柚木を指す言葉になった。誰も認めたがらないが女性蔑視だと淑子は思った。』とあるように、他の閣僚から軽視されているという意味で、あたかも肩書きのごとく国務大臣と呼ばれているのであり、柚木が本来大臣全般を表す国務大臣と呼ばれているのは本書の誤りではない。
辻館 槌狩（つじたて てがり）
タカダと名乗る男。長髪に細面、痩身。年齢は30代。肉のツジタテ」創業者の三男。女性に対して強い偏見と憎悪を抱いている。II巻に登場。
角間 良治（かくま りょうじ）
精神科医・脳外科医で、塚越学園の理事長。児童虐待の有無を外傷や児童の証言以外で立証する方法を研究している。功を焦るあまり、本来の目的を見失い、チュオニアンで違法な実験を重ねるマッドサイエンティストになる。III巻に登場
檜蘇 斗眞（ひそ とうま）
50代。チュオニアンで学園長を名乗り、すべてを取り仕切っている。顎が異様なほど発達した、角ばった顔つき。身体を鍛えている。20代前半に散弾銃の所持許可を得て、クレー射撃協会に所属、公認の競技会に出場後、海外に出て傭兵となる。ソウ・マウンのクーデター軍に籍を置いた。セルビアの傭兵部隊に加わり、ボスニア・ヘルツェゴビナ紛争にも参戦。元傭兵であることを生かし、日本国内で非行少年少女を立ち直させる私塾を開校したが、立ち行かなかった。本名は國臍升覚。III巻に登場。
顆磯 多木 （つぶいそ たき）
通称タキ。優莉匡太半グレ同盟の元幹部で匡太の片腕でもあった。出所後に田代ファミリー側に組した（コウイチこと織家紘壱とテツこと柳詰哲雄も同様）。IV巻に登場。
伊賀原 璋（いがはら あきら）
泉が丘高校の化学教師。匡太の元で考案、製作された武器などを、田代ファミリー側に製作、供給している。それらの武器は作りが丁寧で、コピー品に見受けられる造りの甘さが無いと評される。上下関係のはっきりしている田代ファミリーの中では珍しく、田代槇人の友人を気取っている。VIII巻に登場。
ヴコール・ミシチェンコフ〈32〉
ゼッディウムの部隊司令官。北欧系を連想させる白人で女性的な顔立ち。ロシアのスペツナズ出身であり、IS時代以来より架禱斗と共闘している。X巻に登場。

### 結衣に影響を受ける人物
濱林 澪（はまばやし みお）
武蔵小杉高校2年C組。父の宏孝、母の菜子はどちらも美容師。吹奏楽部に在籍し、クラリネットやサックスを夢見るが、体型からか顧問により勝手にチューバと決め付けられてしまう。結衣のクラリネットとサックスの才能を知って以降は、嫌がられながらも部に勧誘するなど親睦を深める。窮地にあっても軽口を叩き、結衣の負担にならぬよう心がけ、励ます優しさは、結衣に通じて、彼女にとって唯一の友人と呼べる存在になる。事件後は体調を崩すが、その優しさは損なわれることなく、後に与野木農業高校で出会う心を閉ざした少女・梶沙津希にも発揮され、彼女とも心を通わせる事に成功する。I巻に登場。
啻山 理緒子（ただやま りおこ）
武蔵小杉高校の襲撃事件の際、反抗する事無く生き残る方法を選択する女子生徒の一人。後に優莉結衣とはチュオニアンで再会する。I巻に登場。
敷島 和美（しきしま かずみ）〈30〉
武蔵小杉高校2年C組担任、担当は英語。留学経験があり、ネイティブ張りの英語を理解し、アメリカンジョークも口にする。ひとり言のように呟いた言葉に、結衣が反応したため、結衣を気にかけるようになる。事件の際は襲撃グループから女子生徒達を守るために身を挺するなど、物語に登場する大人の中でも最も誠実な人間の一人。「高校事変」後は婚姻が解消され、旧姓の「三井」に戻る。I巻に登場。IX巻では田代勇次によって命を狙われる
嘉島 奈々未（かしま ななみ）
葛飾東高校3年生。春が来れば卒業という立場。妹の理恵とともに児童養護施設に暮らしている。しかし施設の入所費用を父親が払えず、やむをえず始めた仕事でトラブルに巻き込まれる。II巻に登場。
嘉島 理恵（かしま りえ）
江戸川南中学の1年生。姉の奈々未とともに柴又の児童養護施設暮らし。性格は純粋そのもので姉思い。連絡の取れなくなった姉の身を案じ、同じ施設に暮らす優莉結衣に相談する。II巻に登場。
醍醐 律紀（だいご りつき）
チュオニアンに収容されている生徒。両親が離婚したため姓が異なるが、I巻に登場した首相付きのSP・錦織清孝の実子である。結衣にだけは知られたくなかったであろう事実、「堅物の錦織が、実はできちゃった結婚でしかも早婚である」が、彼の口から結衣に伝えられる。III巻に登場。
梶 沙津希（かじ さつき）
9歳のころ、匡太が起こした銀座デパート事件で両親を失ったテロの被害者。その後貿易業を営む家庭に引き取られ養女となるものの、事業に失敗した養父の経済状況を察し、中高一貫の進学校への通学を諦め、千葉県富津市の与野木農業高校への編入試験を受ける。旧姓は森沙津希。Ｖ巻に登場。
金城 庄市（きんじょう しょういち）
権晟会の使いぱしり、ポン引き。沖縄の貧困家庭に入り込み、少女らをスカウトする。罪悪感が無いわけではないが、彼女らを貧困から抜け出す手助けをしていると自分に言い聞かせている。VI巻に登場。
弥藤 貴則（やとう たかのり）、磨嶋 悠成（まじま ゆうせい）
紅豹隊の幹部。どちらも40代半ば。田代ファミリー側についていたが、離反しようとして磨嶋が恋人と子供を殺害されるなど制裁を受ける。X巻では傭兵に転身し、メキシコで結衣を助ける。
雲英 亜樹凪（きら あきな）
慧修学院高校の生徒。国内外で多角的に事業を行う雲英家の御令嬢。家柄、品格、容姿に優れ、その一挙手一投足は内親王とならび、国民の関心を集めている。ゼッティウムの襲撃により捕らわれ、人質となる。X巻に登場。
桐宇 翔季（きりゅう しょうき）
紅慧修学院高校の生徒。最年少で歴史あるピアノコンクールで優勝した天才ピアニスト。ゼッティウムの襲撃により捕らわれ、人質となる。X巻に登場。

### 政府ならびに警察、法曹関係者
矢幡 嘉寿郎（やはた かずお）
内閣総理大臣。総裁任期を連続2期6年から、連続3期9年に改正し、現在3期目。子供はおらず、妻の美咲と二人暮らし。山口県出身で、教育面に於いて吉田松陰と松下村塾に思い入れがある。政務秘書官の他、省庁から出向している5人の秘書官を抱えている。リオのオリンピック閉会式ではスーパーマリオに扮した。幹事長時代に、中東で人質になったフリージャーナリストについて自己責任論を展開した。憲法9条改正を目指しており、極左勢力に対し厳しい視線を向ける。V巻では刊行当時、国会で議論されていた桜を見る会についても言及された。
上記のように安倍晋三前総理をモデルにしているキャラクターだが、昭和30年生まれという設定は、安倍現総理より1歳若い。本作中ではSPの錦織清孝警部と信頼関係で結ばれ、優莉結衣にも理解を示すなど、情に厚い人物として描かれている。I巻に登場。
錦織 清孝（にしきおり きよたか）
矢幡総理を警護するSPの代表で、階級は警部。角刈り頭の30代後半、いかつい顔つきのタフな男。武装について広範囲な知識を有する。優莉結衣には当初、心を許さなかったが、次第に認める発言をする。現在は独身。I巻に登場。
星野 淑子（ほしの としこ）〈43〉
総理秘書官の紅一点、経済産業省では大臣官房総務課長を務め、貿易経済協力局審議官も兼任。緊急閣僚会議では、経済産業大臣の的外れな発言を心の中で嘆く。知性派で正義感が強い。I巻に登場。
梅田 浩介（うめだ こうすけ）〈43〉
巡査部長。所轄上がりの公安の刑事。守秘義務により家族にも仕事の話もできず、娘からは距離を置かれている。後輩の綾野剛一とコンビを組む。IV巻に登場。
神藤 光昭（しんどう みつあき）
甲子園警察署、刑事二課の巡査部長。かつて修羅宇都（シュラウド）という暴走族のメンバーだった。悪を憎み正義のためなら、法や立場に左右されない行動を取る。VII巻、IV巻に登場。
宮村 邦夫（みやむら くにお）
矢幡内閣時は、官房長官。矢幡退陣後は、総理大臣を務める。矢幡政権時代の負の遺産の処理に苦悩する。Ｘ巻に登場。
結衣を支援する弁護士
福富　神奈川県教育委員会の委員。I巻に登場。
塚崎　人権権支援団体の弁護士。II巻に登場。
宮園（みやぞの）　人権支援団体の弁護士。VI巻に登場し、騒動に巻き込まれる。騒動以前と以降では結衣を弁護する姿勢に変化が生ずる。

### 他の作品からのクロスオーバー
紗崎 玲奈（ささき れな）
市村凛と因縁があり、凛から命を狙われている。調査会社スマリサーチの元従業員だが、現在は介護施設に勤務。松岡の別作品である『探偵の探偵』の主人公。XI巻に登場。
友里 佐知子（ゆうり さちこ）
“千里眼”の異名を持つ臨床心理士、天才脳外科医。恒星天球教の教祖で、かつて日本を恐怖に落とし入れたテロリスト。とある理由で優莉匡太半グレ同盟と深い関わりがある。松岡の別作品である『千里眼』からの登場だが、既に故人である。XI巻に登場。
岬 美由紀（みさき みゆき）
かつてはF-15を飛ばした航空自衛隊の元二等空尉。仕事は臨床心理士。松岡の別作品である『千里眼』からの登場。XII巻に登場。

## 13巻以降の新章より加わる登場人物

### 優莉家
杠葉 瑠那（ゆずりは るな）
江東区の閑静な住宅街にある神社の宮司・杠葉夫妻の養子。正体は結衣と凜香の妹（凜香とは同学年）であり、匡太の子供の中では六女にあたる。医師からは体が病弱で寿命は短いと診断されているが、その原因は、恒星天球教がかつて行った非道な人体実験の成功例として生を受けた事と関係している。デザイナーベビーであるため優秀な頭脳と優れた運動神経を有するが、杠葉夫妻に拾われるまでの暮らしぶりなど、解き明かされていない謎が多い。 母親の柴野佳苗との出会いから、瑠那は自分の宿命に抗う生き方を選択する。13巻より登場。

### その他敵対する人物
奥田 宏節（おくだ ひろふし）
科捜研の法生物学チームに籍を置く医師。司法解剖などを行い、警察側からは最も信頼されている。ただしその正体は、殷堕棲のホーリーネームで呼ばれた友里佐知子の元側近の一人。恒星天球教が解散した後も、教義を受け継ぎ、佐知子の後継者を自任し活動する。"生命の畑"というエリートを人工的に生み出すデザイナーベビーの実験を繰り返し、大勢の犠牲者を生みだす。

### 結衣・凛香・瑠那に影響を受ける人物
蓮實 庄司（はすみ しょうじ）
日暮里高校の教師。生活指導を担当する。かつては防衛大卒の陸上自衛隊特殊作戦群のエリート自衛官であった。特殊作戦群の同僚が派遣されたホンジュラスにおける人質救出作戦で全滅し、自衛官の限界を知り退職、その後特別免許状を得て教員となる。アメフト・ラグビー選手と見紛う立派な体躯の持ち主。銃器、格闘術に長け、凛香と対戦した時は、雑で無駄な動きが多いと、苦言を呈するほどの錬度を誇る。ただし、銃器に対しては「悪魔の発明」と嫌悪感を示し、修羅場の戦闘で、銃の使用を拒否するなど、凜香に呆れられる一面もある。

### 政府ならびに警察、法曹関係者
梅沢 和哉（うめざわ かずや）
内閣総理大臣代行。第三次矢幡内閣が、矢幡総理の謎の失踪により解散。その後は臨時に総理大臣代行を務める。経済音痴で国内に混乱をもたらす。
浜管 武雄（はますが たけお）
少子化対策担当大臣。”異次元の少子化対策”を統括する責任者。奥田の実験を黙認し協力している。不用意な失言が多い。

### 他の作品からのクロスオーバー
坂東 史郎（ばんどう しろう）
警視庁捜査一課係長、階級は警部。50代。紗崎玲奈に恨みを持つ市村凛の命により、その娘の凜香に家族ごと始末されそうになる。そのため優莉家に対して警戒を緩めてはいない。XI巻にも一度登場しているが、13巻より登場と分類する。松岡の別作品である『探偵の探偵』からの登場。

## 登場組織

### 優莉匡太半グレ同盟
出琵婁（デビル）
幹部は顆磯多木。元は板橋の暴走族だったが優莉匡太が束ねた。
クロッセス
歌舞伎町でクラブ界の覇権を巡りパグェと抗争。傘下の店舗数で敗北し、歌舞伎町から撤退。抗争でパグェに殺害されたのは20人以上だが表沙汰になっていない。前身の暴走族時代には西への遠征で、関西の修羅宇都(シュラウド)という暴走族と抗争。最後は引き出しの奥に致命的な証拠を残しガサで足がついた。パグェとの抗争で敗北した時、弘子を攫われた。
D5
かつてサリン事件を起こした教団の開発員が加入している。開発班と呼ばれる部署がある。クロッセスと同じく、引き出しの奥に致命的な証拠を残しガサで足がついた。テルミット反応の爆発威力を最大値にする二酸化マンガンとアルミニウム粉末の比率を実験で突き止めた。フグ毒を研究。眼鏡のつるの先から青酸を噴出する仕掛けや、毒針を発射可能な改造注射器、手製ジェットパックを開発。治療薬のない新種のウイルスが流行する地域へ行き、エアゾルを収集、密閉保存し他国に運んで解き放ち、人為的に新たな感染地域を作り、その国の経済に大打撃を与え、株価の変動で儲ける計画を立案した事もある。テスラコイルの魔改造も考案。
首都連合
メンバーに織家紘壱、オズヴァルドでレジを担当していた柳詰哲雄。代表的犯罪として蒲田集団リンチ殺害がある。紅豹隊の磨嶋悠成は首都連合にさんざん煮え湯を飲まされたと言っている。
共和
登録抹消済みの猟銃や、ガソリンスタンドから不正取得したガソリンに価格を上乗せして密売。
死ね死ね隊
武力抗争が専門。パグェと抗争、大半が行方知れずになる。汎用武器として火炎ペットボトルを使用、図面は警察がオズヴァルドから押収した。
野放図
著者の別作品『探偵の探偵』に登場。暴走族から渋谷のチーマーに転向して大学のイベントサークルを牛耳る。幹部にイベサーから加入した淀野瑛斗。正規メンバーでないが市村凜が関わっている。かつて関東で最も広範囲に貧困ビジネスを展開し、『囲い屋』稼業で儲けた。
「初代野放図」は匡太の逮捕とともに解散したが、淀野らの世代が率いる「2代目野放図」はその後も存続し、パグェと並ぶ2大半グレ勢力として警視庁にマークされていた。

### 敵対勢力
「高校事変」グループ
元自衛官で構成。米軍特殊部隊のような装備をしていた。シビックから資金を調達。
チュオニアン
「学校」をベトナム語でチュオンホック、タイ語でロンリアンと呼ぶがその二つから成る造語。熱帯林の奥地にある学校集落であり、不良やひきこもりなど全国から集まった問題のある児童・生徒に軍事教練を行っている。指導教官にはミャンマー軍などからやってきた傭兵を雇用。
パグェ
韓国系半グレ集団。伊勢佐木町にある反日活動団体事務所と同じビル内で結成、日本破壊をスローガンに掲げる。前身は各地の暴走族だったが、当時から拳銃やナイフで武装し、警察官から通行人まで見境なく殺害する凶暴さで知られた。その後、歌舞伎町を中心にクラブ界の実権を握り、クロッセスを圧倒し追放、闇社会を牛耳る。豊島区の食品添加物生産工場も経営しマイクロ波加熱装置を備え、抗争で殺した死ね死ね隊メンバーの死体を処分したとみられる。正規メンバーはオッパ班で黄色い八角形のバッジ、準メンバーはドンセン班で小さめの青色八角形のバッジ。オッパ班は韓国系企業の社会人、ドンセン班は清墨学園に通い、世間には普段素性を明らかにしていない。スプキョク(突撃)隊は武力行使専門のメンバーで若年層中心、10代が多い。
IV巻の時点ではカン・グァンスが頂点であり、その他幹部としてフロント企業を経営する津郷隆治とスプキョク隊長のキム・ドゥイルが組織を率いていた。
田代ファミリー
田代槇人が首領。槇人はこの組織だけでなく、パグェや優莉匡太一派の残党。紅豹隊、グレイン、アブリズク、クラギゾン、淫銅鑼、ブレンダなど複数の半グレ集団を統率。
VIII巻にてこのうちの紅豹隊が離反。クラギゾンはパンク系の薬物中毒者ばかりで、勇次からは戦力として役に立たないと評される。
シビック
槇人が橋渡し役となっている海外資金調達網。元締めは優莉架禱斗。シンガポール、インド、ベトナム、イスラエル、中国の頭文字を取っている。加盟組織としてゼッディウムの他、中国のウェイ五兄弟、中東のデスティノ、フィリピンのエストバ解放戦線、エルサルバドルのモリエンテスが挙げられる。
ディエン・ファミリー
田代ファミリーと並ぶもう一つのベトナムマフィア。
権晟会（ごんじょうかい）
沖縄の暴力団。貧困ビジネスやラングフォード社から仕入れた銃器の密売などを行ってシノギにしている。
ラングフォード・インターナショナル
アメリカの民間軍事会社。通称「ラングフォード社」。イラクの内戦地帯だけでなく沖縄の米軍基地において警備業務を請け負っているが、会社ぐるみで銃器など軍需品の横流しを行っている上、ギャング同然の社員らによる犯罪行為を容認するなど規律は崩壊しきっている。
ヤヅリ
北海道を拠点とする武装犯罪組織。田代ファミリーの傘下に置かれているが半グレでも暴力団でもなく、海外の組織と手を組んで密輸を行っている。幹部に帯広練成校の理事長をしている瀬橋執人と田代勇太の指導者だった羅門考多。
ゼッディウム
シビック傘下の武装集団。ヴコールら中核メンバーがシリアから撤退し、メキシコやホンジュラスに進出してマラスなど現地のギャングを吸収、メキシコ軍の基地を破壊するなどして短期間で麻薬カルテルを凌ぐ勢力を持った。正規構成員は褐色のボディーアーマーを着用。

## 登場兵器/航空機類
ユーロコプター EC 225
通称スーパーピューマ。矢幡総理が武蔵小杉へ直行する際に搭乗。NEC玉川ルネッサンスシティの屋上ヘリポートに着陸。陸上自衛隊が皇室、首相、国賓などの輸送任務向けに3機保有。陸上総隊第1ヘリコプター団特別輸送ヘリコプター隊による運用。床に赤い絨毯なども現実の政府要人用機体に即している。社名変更を受け現在の機体名はH225だが、陸自では導入時の名称が引き継がれている。

AH-1S コブラ
陸上自衛隊の対戦車ヘリ。武蔵小杉高校の武装勢力占拠が、警察力で対処困難と目されるため、柚木国務大臣の判断で治安出動が決定、現地へ向かう。その直前、ミル24ハインド2機が東京湾上空を飛行したため、空自のF15Jが対応を引き継ぐまでの間、緊急出動した。現実のAH-1Sコブラはボーイングの部品生産終了に伴い、調達を終えており、後継機が決まり次第任を解かれる予定。

Mi-24ハインド
旧ソ連で開発された旧共産圏の大型戦闘ヘリ。文庫版表紙の写真にも登場。ウクライナ軍を退役済みの中古機体2機が武装を外した状態で販売され、ブローカーを通じ厚木の航空ショーに持ちこまれたが、武蔵小杉高校の事件発生に時を合わせる様に東京湾を無許可飛行、政府対応を攪乱する。再武装はされていなかった。操縦していたのはショー出演予定だったロシア人パイロット達で、緊急着陸後に逮捕。

米空母ロナルド・レーガン
ニミッツ級航空母艦の9番艦で、唯一アメリカ以外を母港とする米空母である。東南アジアの武装勢力を牽制するため領海付近に留まっていた。 矢幡総理SPの錦織清孝は、総理に同行した際、艦長と面識があった。

AH-64Eアパッチ・ガーディアン
第VI巻、沖縄のラングフォード社兵器試験場に米陸軍からの払い下げとして2機常備。地対空兵器の電子照準テストのための標的代わりとして、ダミー兵器を搭載し外観をフル装備に近づけたとの建前。実際には本当にフル装備だった。

CH-47チヌーク
第VII巻で登場したタイ軍のCH-47、日本を支援するという名目でマスクを積み甲子園球場に着陸したが中には細菌兵器やロケットランチャーなどが積んであった、航空自衛隊のF-15Jに撃墜される。

F-15J
第VII巻で登場する航空自衛隊のF-15J、陸上攻撃を行うCH-47を撃墜するためにミサイルを発射した。

F-5F
第X巻でホンジュラスのベアトリス・スクールに焼夷弾（ナパーム）を投下し軍警察を一網打尽にしたF5F戦闘機、CNNの情報により機体の種類が特定できた。

CH-53シースタリオン
第X巻で米軍による慧修学院生のホンジュラスからの救助に使用された大型輸送ヘリ。

16式機動戦闘車
第V巻でサリンプラントに向かうと思われる描写が存在する。

UH-60Jブラックホーク
第XI巻でウェイ5兄弟が増援のために乗っていたヘリ、結衣は操縦技術の未練さから自衛隊ではないと判断した。

Tu-95
第XII巻での爆撃に使用された爆撃機、４機のプロペラエンジンがついたツポレフという情報しかないためTu-126やTu-114の可能性もある。
F-35AライトニングⅡ
シビックの支配下において自衛隊が独断で発進させた航空機、すぐにハッキングされた米イージス艦によって撃墜される。

M1エイブラムス/K1
第13巻でM1エイブラムスに似た戦車が登場する。

## 登場銃火器類
SIG SAUER P230
矢幡総理のSP、錦織警部が使用。

H&K HK416
武蔵小杉高校を占領した武装勢力が使用するアサルトライフル。矢幡総理や滝尾防衛大臣は「米軍の装備と同じ」と感じるが、実際には他の武装勢力の装備と同様、型落ちとされている。
VI巻ではラングフォード社の警備員も使用。

H&K HK416F
XI巻で智沙子が児童養護施設に対して射撃するときに使ったアサルトライフル

グロック17
結衣が武蔵小杉高校で武装勢力から最初に奪ったハンドガン。複列弾倉だった。密輸元となったラングフォード社兵器試験場にも、初期型の在庫が多くあったが、権晟会に手渡されたのは発射機構のない見本品だった。

ベレッタ 92
ジンが使用。セーフティが両側に付いており、左利きの結衣には重宝するはずが、奪取後は撃たず放り出す。結衣は使用に苦手意識がある。ラングフォード社の娼館では使わざるをえなくなったが敵に命中させている。

コルト・ガバメント
X巻にてヴコールが所持。ヴコールのガバメントは銃身が延長された7インチモデルである。

54式拳銃
II巻で指定暴力団牛頭組佐座一家事務所に殴り込みをかけた結衣が、敵から奪って使用。 トカレフの中国製コピーで、昔は日本で入手可能な代表的密輸拳銃だった。8歳のころから大人たちが撃たせてくれたという。

AKM
チュオニアンを警備する東南アジア系武装勢力の主力武器。近代化カラシニコフ自動小銃の頭文字を取っておりAK-47の改良型である。大口径で大幅に向上した威力を備える。

イングラムM11
パグェのスプキョク隊員が所持しており、結衣および公安刑事の綾野、梅田が奪って使用。

S&W M360J "サクラ"
凛香が使用。欠陥が多くあり何度か改良が行われているというのは事実。S&W M360の項目参照。

H&K MP5K
新生半グレ同盟の構成員らが所持。凛香も使用。

スマートライフル
AR-15を原型とした狙撃銃。ハイテク仕様のスコープにより特別な訓練を受けずとも精確な狙撃が可能になる。甲子園のライフル魔が使用。

20式5.56mm小銃
ヤヅリ構成員らが所持。凛香およびヨンジュらパグェ残党が奪い取って使用。

XM5
13巻にて少女を誘拐した組織の武装兵が所持、その後瑠那が使用する。貫通力が高い.277 FURY弾を使用し、武装兵のボディアーマーをたやすく貫通した。

3Dプリンター銃
I巻で暗殺用に使用されていたことが判明。IX巻では勇次が急遽集めた不良少年らが所持。

RPG-7
VII巻でCH-47からの攻撃に使用された使い捨てロケットランチャー。

M4A1カービン
X巻で陸上自衛隊特殊作戦群が装備していたライフル、

9mm拳銃
X巻でM4A1と共に特殊作戦群が装備していた拳銃、凛香編では須本と岩津が装備している。

M67手榴弾
III巻で発電設備を破壊するために結衣が投擲した手榴弾。

H&K G36C
X巻で結衣が桐宇との行動時に装備していたアサルトライフル。

FIM-92スティンガー
X巻で結衣がF5Fの撃墜のために使用した携帯式防空ミサイル。

SNAWロケットランチャー
X巻でゲリラ兵が使用していたロケットランチャー、おそらく元ネタはSMAWロケットランチャー。

96式40mm自動擲弾銃
V巻で陸上自衛隊がサリンプラントの制圧のために使用したグレネードランチャー。

81mm(?)迫撃砲 L16
V巻で陸上自衛隊のサリンプラント制圧時に迫撃砲を発射する描写があるため81mm迫撃砲と予想、120mm迫撃砲RTの可能性もある。

ルガー57
凛香編でユノが装備していた拳銃、凛香によるとグリップが握りやすい。

## 簡易即席兵器

### 電子レンジ兵器
電磁波爆弾
第I巻・第XII巻でガトリングガン/ライフル/ドローンを電磁パルス信号により破壊するために使われた即席兵器。

熱された茹で卵
第XI巻でパグェのリーダーを惑わせるために凛香が作った卵。

### パイプ
84ポンド無反動砲
第VI巻でアパッチの撃墜に使われた鉄パイプに二酸化マンガンとアルミ粉末を詰めテルミット反応によって射出できるようにした無反動砲、射出時の反トルクを抑えるため両方から同速で球が発射される。

塩ビ迫撃砲
第I巻で外部に支援を要請するために結衣が屋上から射出した塩化ビニールパイプ製の迫撃砲、蝋の中にメッセージを閉じ込め砲弾がわりに詰める。

### その他
音響兵器
ゴミ箱のアルミ缶（直径約30cm高さ約50cm）の底に、掃除機の電源コードを引っ張り出し、プラグを突き通す。滑り止め用の液体ゴムを缶に流し込み、電源コードをまんべんなく濡らし摩擦抵抗を作っておく。掃除機のコード引き込みボタンを押すと、急速にコードが缶の底の穴を通過する5秒間、缶の底が共鳴板となり、缶全体がアンプとして音波を増幅させることで、極端な高周波の音波が奏でられる。集団の敵の鼓膜を破り、脳血管を随所で破断させ、外傷性脳損傷を生じさせる。『伊桜里 高校事変 劃篇』で結衣が用いた。

### 携行武器
フグ毒射出注射器
D5が開発したフグの毒を塗った針を注射器から射出することで心筋梗塞のような症状で殺害できる携行可能な武器、毒の量を調整することで痙攣にとどめたりすることも可能

ガソリン火炎瓶
第IV巻で登場した即席火炎瓶、すぐ着火できるよう細工されたペットボトルにガソリンを入れたもの、殺傷能力がかなり高く手軽に作れる。

## 用語
ハム
公安警察。「公」の字をカタカナにして呼ぶ俗語。
ナス
半グレ業界の隠語。イタリア語で隠れ家を意味するナスコンディーリョが由来。アジトよりずっと小規模で、普段は無人状態のアパートやマンションの一室を指す。メンバーがいつでも立ち寄れるよう、半グレ集団が法人名義で借りた格安物件が、都内のあちこちにある。着替えが置いてある。逃走時の緊急避難場所として有効。武器は置かれてない。
キュウリ
ナスに対し、武器類を隠匿してある隠れ家。
尻マグニートー
パチンコのゴト師の用語。ゴト師はゴトに使う強力磁石を、上着のポケットに入れておくと財布のカード類が磁気で駄目になってしまうため、尻のポケットに収める。ところが尻に空き缶など金属物が吸着して、本人が気づかず歩き回ってしまうという、ゴト師の失敗がしばしば起きる。これを尻マグニートーと呼ぶ。
高校事変
シリーズのタイトルであるが、作中「高校事変」と呼ぶ場合は武蔵小杉高校事変を指す。田代勇次がCM出演する高校事変被害者救済基金を川崎市が運営。
オズヴァルド
優莉匡太の経営する六本木クラブで半グレ同盟の拠点。
ラムッカ島
アンダマン海の群島の一つでチュオニアンがあった島。

## 物語の舞台

### 高校事変
神奈川県立武蔵小杉高校という架空の公立高校。第一・第二校舎はそれぞれ4階建て。敷地は住宅街の中にあり、最寄り駅は武蔵小杉駅でなく新丸子駅。矢幡総理の乗ったヘリがNEC玉川ルネッサンスシティに着陸後、工事中の陸橋を渡って学校に到着している。峯森校長が校舎屋上から多摩川河川敷の野球場や丸子橋を見ている。偏差値は近隣エリア内に実在する神奈川県立住吉高等学校に劣ると記してある。

### 高校事変IV
目黒区の芳窪高校、豊島区芝谷濱本の外国人学校『私立清墨学園』、いずれも架空。新潟の小出警察署と三条警察署は実在する。

### 高校事変V
千葉県富津市櫻部の与野木農業高校は架空。クライマックスの舞台となる原宿竹下通りは実在。

### 高校事変VI
沖縄本島、中心部が舞台。宜野湾市普天間、コインランドリーのあった浦添市宮城の小湾川沿い、公営プールのあった宜野湾方面は実在する地名。権晟会本部のある北谷町は実在するが、その町内の殿貝一丁目という地名は架空。那覇空港、赤嶺駅、国際通りなどは実際にある。

### 高校事変VII
阪神甲子園球場。周辺施設のコロワ甲子園、広場、内部施設の甲子園歴史館、ココパークなどが登場する。

## 備考
『高校事変VII』の前半は2019年8月11日を舞台にしており、甲子園で栃木県代表の泉が丘高校が初戦敗退する。だが現実の同日、栃木の作新学院高校が初戦を勝利しており(後に2回戦も勝利)、失礼にならないよう大会を現実とは異なる形にアレンジし、予選を現実には存在しない『関東大会』とした。だが秋季関東地区大会と紛らわしい為、刊行直後の電子書籍から(これも現実には用いられない)『地方大会』という表現に改められた

## シリーズ一覧

### 高校事変(角川文庫)
|                  | タイトル               | 発売日           | ISBN              | 概要                                                                           | 主な舞台となる高校・施設                                      |
| 高校事変シリーズ | 高校事変シリーズ       | 高校事変シリーズ | 高校事変シリーズ  | 高校事変シリーズ                                                               | 高校事変シリーズ                                              |
| ---------------- | ---------------------- | ---------------- | ----------------- | ------------------------------------------------------------------------------ | ------------------------------------------------------------- |
| 1                | 高校事変               | 2019年5月24日    | 978-4-04-108395-6 | 総理が訪問中の武蔵小杉高校を武装勢力が占拠                                     | 川崎市 武蔵小杉高校                                           |
| 2                | 高校事変II             | 2019年7月24日    | 978-4-04-108396-3 | JKビジネスとシリアルキラーを追う                                               | 葛飾区 葛飾東高校                                             |
| 3                | 高校事変III            | 2019年9月21日    | 978-4-04-108734-3 | 学校村落チュオニアンからの集団脱出                                             | 葛飾区 葛飾東高校 三浦市 塚越学園 ラムッカ島 チュオニアン     |
| 4                | 高校事変IV             | 2019年11月21日   | 978-4-04-109009-1 | 弟の健斗が起こした事件 パグェとの対決                                          | 豊島区 清墨学園                                               |
| 5                | 高校事変V              | 2020年1月23日    | 978-4-04-109010-7 | 濱林澪との再会                                                                 | 富津市 与野木農業高校                                         |
| 6                | 高校事変VI             | 2020年3月24日    | 978-4-04-109313-9 | 沖縄修学旅行権晟会、ラングフォード社戦                                         | 目黒区 芳窪高校                                               |
| 7                | 高校事変VII            | 2020年5月22日    | 978-4-04-109602-4 | 昨年夏と、今年春の甲子園で起きた事件                                           | 阪神甲子園球場                                                |
| 8                | 高校事変VIII           | 2020年8月25日    | 978-4-04-109874-5 | 田代ファミリーの総力戦                                                         | 宇都宮市 泉が丘高校 宇都宮市 石掛工業高校                     |
| 9                | 高校事変IX             | 2020年10月23日   | 978-4-04-110834-5 | 田代勇次との決戦                                                               | 川崎市 武蔵小杉高校                                           |
| 10               | 高校事変X              | 2021年3月24日    | 978-4-04-111070-6 | ホンジュラスで架祷斗と対決                                                     | テグシガルパ市 ベアトリス・スクール                           |
| 11               | 高校事変XI             | 2021年9月18日    | 978-4-04-111529-9 | 日本で架祷斗・市村凛が暗躍                                                     | 墨田区 葉瀬中学校 国会議事堂                                  |
| 12               | 高校事変XII            | 2022年3月23日    | 978-4-04-112334-8 | 架祷斗との決戦                                                                 | 富津市 東京湾観音 茅ヶ崎市 森本学園 総理大臣公邸 総理大臣官邸 |
| 新章             |                        |                  |                   |                                                                                |                                                               |
| 1                | 高校事変13             | 2023年3月22日    | 978-4-04-113574-7 | 新章開始 杠葉瑠那は誰だ？                                                      | 日暮里高校                                                    |
| 2                | 高校事変14             | 2023年5月22日    | 978-4-04-113780-2 | 魔の体育祭                                                                     | 日暮里高校                                                    |
| 3                | 高校事変15             | 2023年6月13日    | 978-4-04-113781-9 | 夏期巫女学校                                                                   | 山梨県 日廻神宮巫女学校                                       |
| 4                | 高校事変16             | 2023年7月21日    | 978-4-04-113782-6 | 核搭載衛星墜落                                                                 | 日暮里高校                                                    |
| 5                | 高校事変17             | 2023年11月24日   | 978-4-04-114480-0 | あの男が生きていた                                                             | 日暮里高校                                                    |
| 6                | 高校事変18             | 2024年3月22日    | 978-4-04-114859-4 | 冬期ジャンボリー攻防戦                                                         | 富ヶ嶺公園                                                    |
| 7                | 高校事変19             | 2024年4月25日    | 978-4-04-114860-0 | 四姉妹対中華解放戦線                                                           | 東京スカイタワー                                              |
| 8                | 高校事変20             | 2024年7月24日    | 978-4-04-115258-4 | 四姉妹対自衛隊                                                                 | 志渡澤島林間学校                                              |
| 9                | 高校事変21             | 2024年8月24日    | 978-4-04-115382-6 | 半グレ同盟最大のテリトリーへ                                                   | 臥龍岡連邦                                                    |
| 10               | 高校事変22             | 2024年9月24日    | 978-4-04-115477-9 | 最終3部作開始                                                                  | 日暮里高校 総理官邸                                           |
| 劃篇             |                        |                  |                   |                                                                                |                                                               |
| 1                | 優莉凜香 高校事変 劃篇 | 2022年10月24日   | 978-4-04-113185-5 | 甲子園で起きた結衣と勇太の死闘の前日譚。凜香を主人公としたスピンオフエピソード | 佐倉市 井野西中学校 帯広市 帯広練成校                         |
| 2                | 優莉結衣 高校事変 劃篇 | 2023年1月24日    | 978-4-04-113409-2 | 『高校事変X』『高校事変XI』の間のエピソード。北朝鮮での死闘                    | 北朝鮮 黄州選民高校                                           |
| 3                | 伊桜里 高校事変 劃篇   | 2023年9月22日    | 978-4-04-114224-0 | 『高校事変14』『高校事変15』の間、結衣と伊桜里のエピソード                     | 墨田区 武井戸建設                                             |
| 4                | 優莉匡太 高校事変 劃篇 | 2025年1月24日    | 978-4-04-115930-9 | 優莉匡太のエピソード                                                           |                                                               |

※文庫本のカバーは制服を着た少女のフォトだが、主人公が転校を繰り返すために着用する制服がそれぞれ異なる。

※『優莉凜香 高校事変 劃篇』は、書題表記の規制によりアマゾン等ネット書店や流通データでは「凜」が「凛」になっている。

※新章から巻数がアラビア数字表記。

## 漫画
オオイシヒロトにより漫画化され、『ヤングエース』2020年2月号（同年1月4日発売）から2023年1月号（2022年12月2日発売）まで連載。小説『高校事変IV』『高校事変V』巻末にそれぞれ別の漫画3ページ半の描き下ろしダイジェストが掲載。小説『高校事変VI』『高校事変VII』巻末には漫画本編からのダイジェスト抜粋。
| #                                    | タイトル                             | 発売日                               | ISBN                                 | 概要                                       |                                      |
| 漫画:高校事変 角川コミックス・エース | 漫画:高校事変 角川コミックス・エース | 漫画:高校事変 角川コミックス・エース | 漫画:高校事変 角川コミックス・エース | 漫画:高校事変 角川コミックス・エース       | 漫画:高校事変 角川コミックス・エース |
| ------------------------------------ | ------------------------------------ | ------------------------------------ | ------------------------------------ | ------------------------------------------ | ------------------------------------ |
| 1                                    | 高校事変 I                           | 2020年7月4日                         | 978-4-04-109348-1                    | 総理が訪問中の武蔵小杉高校を武装勢力が占拠 |                                      |
| 2                                    | 高校事変 II                          | 2020年12月28日                       | 978-4-04-109349-8                    | ジン登場田代勇次と両親が総理官邸を訪問     |                                      |
| 3                                    | 高校事変 III                         | 2021年9月3日                         | 978-4-04-111804-7                    | 結衣たちが第一家庭科室に籠城               |                                      |
| 4                                    | 高校事変 IV                          | 2022年4月4日                         | 978-4-04-112280-8                    | タイチと対決                               |                                      |
| 5                                    | 高校事変 V                           | 2023年2月3日                         | 978-4-04-113060-5                    | 第1部完結                                  |                                      |

### 原作小説からの変更点
- 新沼亮子が肥満体ではなく痩せている。ダイエットのしすぎで健康を害している[83]。
- 優莉結衣の前で新沼亮子が倒れた事件の、すぐ翌日に矢幡総理が学校訪問する[83]。
- 公安が優莉結衣を尾行しながら撮影した映像に、結衣がひったくり犯を投げ飛ばすところがある[83]。
- 地歴室の廊下に偵察の兵士が来た後、すぐ4人の敵が追加で来る[84]。原作ではもっと後(IV巻)に出てくる消火器ミサイルを武蔵小杉高校で使う[84]。
- 武蔵小杉高校を占拠した武装集団の名称が「JING(ジング)」[76]。原作では名称はない[85]。ジンがリーダー、ケンキが攻撃隊長、タイチが索敵隊長になっている[76]。
- 外階段で兵士と対決、ボビナム的な技を披露する[86]。

## 類似の作品
- スケバン刑事　-　和田慎二による日本の漫画作品。制服を着用した主人公麻宮サキが、校内に巣食い、生徒らを食い物にする巨悪と対決する。
- 若き勇者たち　-　1984年製作のアメリカ合衆国の戦争映画。のどかな田舎町に侵略軍が襲来。若者らが銃を手に取り、侵略軍に対しゲリラ戦を開始する。